# Myson
Myson von Chen (altgriechisch Μύσων ὁ Χηνεύς Mýsōn ho Chēneús; auch Chenai), von Platon statt des Periandros in die Liste der sieben Weisen aufgenommen, taucht zunächst nur in einer archaischen Fabel auf. Das Orakel von Delphi soll auf seine Weisheit hingewiesen haben.
Die wenigen Überlieferungen zu Myson lauten:
„Chilon reiste in das Dorf Chen um Myson aufzusuchen. Er traf ihn an, wie er im Sommer den Pflug richtete, und sagte zu ihm: «Oh Myson, jetzt ist nicht die Jahreszeit, um zu pflügen!». «In der Tat», entgegnete Myson, «aber es ist die beste Zeit, den Pflug herzurichten»“. (Frei übersetzt: „Plane voraus!“)